# Aaadonta constricta babelthuapi
Aaadonta constricta babelthuapi là một phân loài ốc cạn, động vật thân mềm chân bụng thuộc họ Endodontidae. Đây là động vật đặc hữu của Palau, từng được tìm thấy ở Babeldaob và Ngemelis. Ngày này, loài này chỉ còn xuất hiện ở Ngatpang. Chúng hiện bị đe dọa bởi sự phá hủy và thay đổi của môi trường sống.